# Mutoscopio

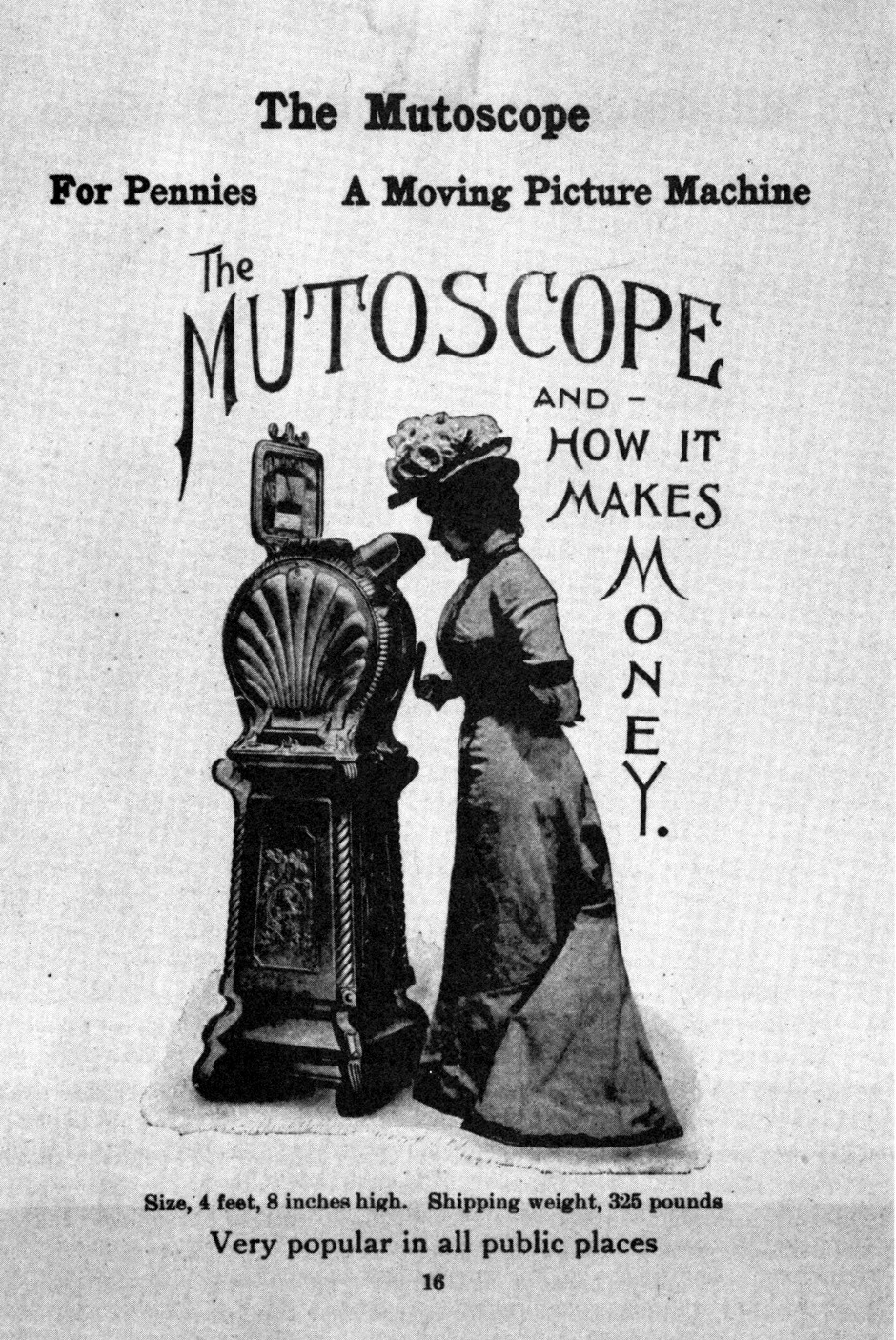
Afiche de 1899 anunciando el mutoscopio

El Mutoscopio o Mutoscope fue un dispositivo cinematográfico primitivo patentado por Herman Casla el 21 de noviembre de 1894. Al igual que el kinetoscopio de Thomas Edison, la proyección de la película no se hacía en una pantalla, sino para una sola persona. Sin embargo, era más barato y más sencillo que el kinetoscopio. El Mutoscopio lo comercializó la American Mutoscope & Biograph Company (más tarde llamada American Mutoscope& Biograph Company ) y superó fácilmente las ventas de la máquina Peep show Edison.

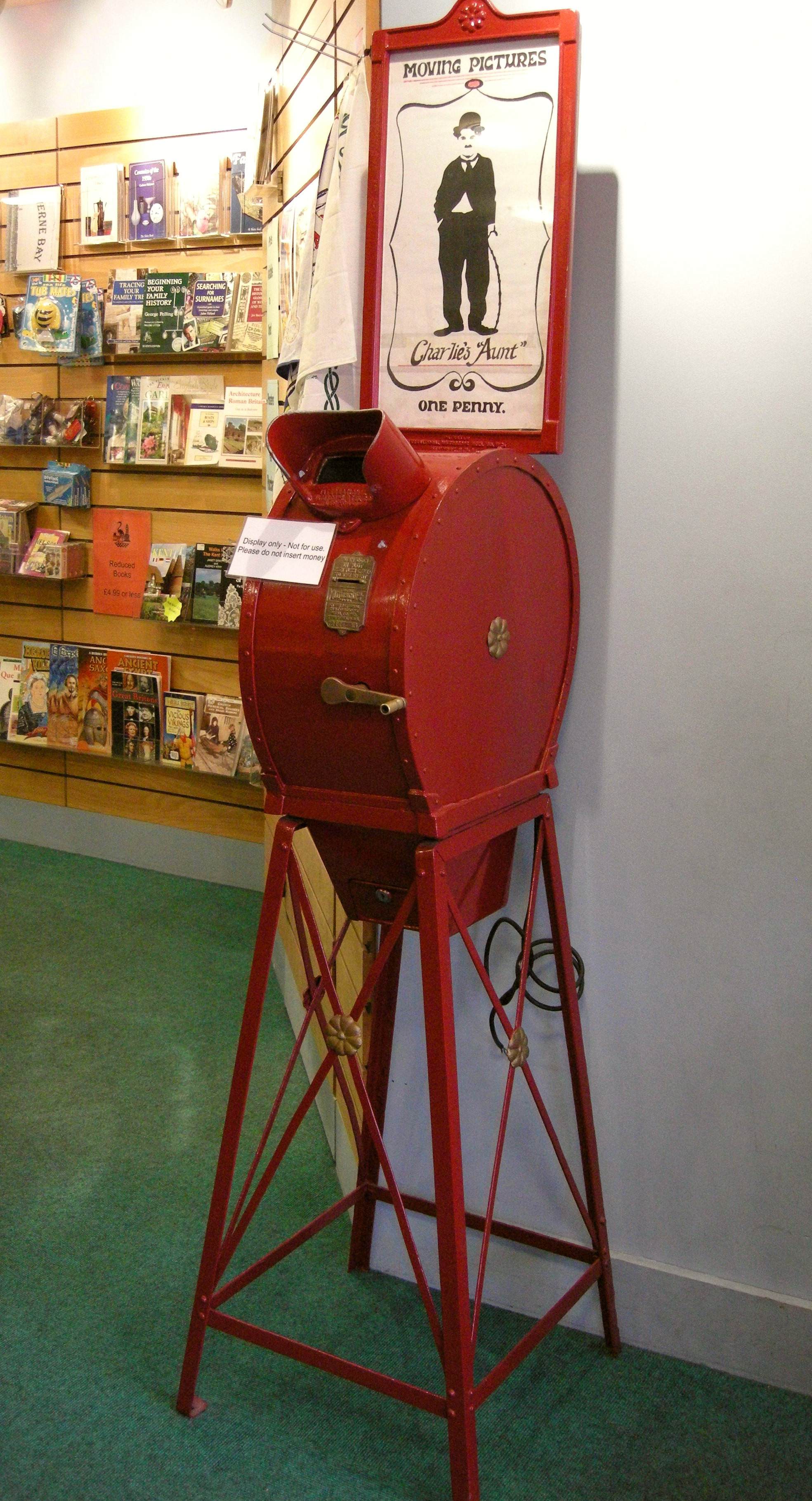
Mutoscopio del Herne Bay Museum and Gallery.

El Mutoscopio fue compuesto en la misma forma que flipbook. Las imágenes que eran simples copias de fotografías en blanco y negro. Pero en vez de ligar las imágenes como un pequeño libro, las imágenes eran colocadas en un cilindro, como una gran Rolodex. Una bobina se componía de unas 850 tarjetas de aproximadamente un minuto.
El Mutoscopio trabajaba con un sistema de tragaperras. Después de haber insertado una moneda, el cliente podría ver el cortometraje de un pequeño lente dispuesto en la parte superior de la máquina. La máquina funcionaba con electricidad, pero la bobina se giraba mediante una manivela en la base.
El cliente podía controlar la velocidad y la dirección de avance de la proyección. La manivela podía girar hacia delante o hacia atrás. El Mutoscopio fue fabricado originalmente entre el 1895 y 1909 por la American Mutoscope& Biograph Company . En 1920, el Mutoscopio fue vendido a William Rabka, que comenzó con su propia compañía, la International Mutoscope Reel Company y trabajó entre 1926 y 1949.

## Funcionamiento
El funcionamiento del mutoscopio se basaba en la técnica del folioscopio. Contenía una serie de imágenes que variaban gradualmente entre ellas, de manera que cuando se pasaban rápidamente, estas parecían animaciones dotadas de movimiento. Dichas imágenes eran simples copias de fotografías en blanco y negro colocadas en un cilindro. La bobina en cuestión tenía un diámetro de 25 cm y constaba de 850 tarjetas con imágenes que permitían un visionado de un minuto de duración. Las imágenes individuales solían tener un tamaño aproximado de 7 cm x 4.75 cm.
El mutoscopio funcionaba con un sistema de tragaperras, de manera que una vez inserida la moneda el cliente podía ver el cortometraje a través de la lente situada en la parte superior de la máquina. El aparato funcionaba con electricidad, sin embargo la bobina giraba manualmente mediante una manivela. Cada máquina iba destinada a la presentación y reproducción de una sola bobina de imágenes, de manera que solo se podían ver una serie de imágenes concretas en cada aparato. El contenido de dichas imágenes solía ser presentado en una lámina o cartel de chapa situado en la parte superior del mutoscopio.
Cabe destacar que el cliente podía controlar la velocidad y dirección de avance de la proyección. Esta última función era posible gracias a la manivela que podía girar hacia delante y hacia atrás. Los mutoscopios más complejos y elaborados incluso permitían realizar cambios de iluminación para simular que las imágenes tenían lugar en distintos momentos del día.

## Fabricación
Los mutoscopios fueron fabricados por la American Mutoscope & Biography Company, principalmente entre 1895 y 1909. No obstante, en 1920 William Rabkin, a quien pertenecía la patente del mutoscopio, creó su propia empresa, la International Mutoscope Reel Company. Esta se dedicó a fabricar nuevas series de imágenes y máquinas entre 1926 y 1949.
Mutoscope ya no es una marca registrada en los Estados Unidos y actualmente ya no se fabrican este tipo de máquinas. Los aparatos que aún se conservan son piezas de colección pertenecientes a museos o casas de particulares. No obstante, en el año 2004 el norteamericano Joe Freedman elaboró el Retroscope, un artefacto inspirado en la versión original de mutoscopio fabricado en 1894. Esta versión pequeña del mutoscopio constaba de tan solo 36 tarjetas en su interior. Con la ayuda de Anna Taberko, una animadora originaria de Minnesota, Freedman impulsó con éxito una campaña de crowfunding para crear una versión mejorada y más avanzada del artefacto que había desarrollado en 2004. De esta manera consiguió elaborar una nueva versión que incluía un total de 60 tarjetas.

## Uso
Los mutoscopios fueron destinados al ocio y fueron usados como un medio de distracción y entretenimiento popular en el Reino Unido. Se encontraban en las entradas de salones recreativos, en muelles y paseos marítimos. Esto fue así hasta 1917, año en que tuvo lugar la entrada de un nuevo sistema de cobro. Este suceso complicó la vigencia de este tipo de artefactos, que funcionaban con un sistema de tragaperras. Como los mecanismos de moneda eran difíciles de convertir, muchos mutoscopios fueron destruidos y otros fueron exportados a Dinamarca. La nueva instalación incluyó en estas máquinas la posibilidad de introducir billetes.
Posteriormente, con la popularización del cinema, los mutoscopios cobraron en general un sentido más pornográfico en el Reino Unido y en Dinamarca, donde se popularizaron a partir de 1917.

## Respuesta pública
El 6 de noviembre de 1898, el periódico The San Francisco Call imprimió una pequeña pieza sobre el invento del mutoscopio, destacando que este era extremadamente popular "Veinte Máquinas, todas Diferentes y con divertidas vistas ... Se llena cada día y noche con visitantes." [4] Sin embargo, unos meses más tarde, el mismo periódico hizo una publicación en contra de dicho invento y de otras máquinas similares: "... Un instrumento nuevo ha estado colocado en las manos del vicioso para la corrupción de la juventud (refiriéndose al extendido uso pornográfico) ... Estas exposiciones viciosas son mostradas dentro de San Francisco con ciudadanos que son tan audaces como desvergonzados. "[5] 
Posteriormente, en 1899, The Times también realizó varios impresos contra el mutoscopio, definiéndolo como "…Vicioso y desmoralizante. Espectáculos de fotografía en las máquinas tragaperras. Es difícilmente posible de exagerar la corrupción de la juventud, los figuras de hembras desnudas van representando vida y emociones, fuera de baños, sentándose como los modelos de los artistas...".